# Alexander Schnetzler
Alexander Schnetzler (* 17. April 1979 in Rohrdorf) ist ein ehemaliger deutscher Fußballspieler. Er ist Rechtsfüßer und wurde bevorzugt als rechter Außenverteidiger oder als rechter Mittelfeldspieler eingesetzt.

## Karriere
Der auf der rechten Seite agierende Defensivspieler spielte in seiner Jugend für den SV Rohrdorf und den SC Pfullendorf. Zur Saison 2000/01 wechselte er in den Profikader. Auch nach dem Abstieg aus der Regionalliga Süd in jener Saison und dem direkten Wiederaufstieg blieb er dem SC Pfullendorf bis zum Ende der Saison 2003/04 treu.
Zur Saison 2004/05 ging er nach Thüringen zum FC Rot-Weiß Erfurt, der in die 2. Bundesliga aufgestiegen war. Nach dem Abstieg in die damalige Regionalliga in der darauffolgenden Saison blieb Schnetzler in Erfurt, wo er zum Stammspieler auf der rechten Außenbahn wurde. Sein 2009 auslaufender Vertrag wurde nicht verlängert. Schließlich unterschrieb Schnetzler einen Vertrag beim VfL Osnabrück, mit dem er 2010 in die 2. Bundesliga aufstieg.
Im Sommer 2011 wechselte Schnetzler zu Dynamo Dresden, nachdem er mit Osnabrück die Relegationsspiele gegen Dresden verloren hatte und wieder in die 3. Liga abgestiegen war. Am 30. Juli 2011 erzielte er bei seinem ersten Pflichtspieleinsatz für die Elbestädter im DFB-Pokal-Erstrundenspiel gegen Bayer 04 Leverkusen in der 117. Spielminute den Siegtreffer zum 4:3-Endstand, nachdem er 17 Minuten zuvor eingewechselt worden war. Als spielentscheidender Torschütze beim „Wunder von Dresden“ wurde Schnetzler am gleichen Abend in das aktuelle sportstudio eingeladen und trat zwei Tage später bei Bundesliga aktuell auf. In der anschließenden Zweitligasaison kam er dann nur zu einem Einsatz am letzten Spieltag und sein Einjahresvertrag wurde nicht verlängert.
Schnetzler wechselte daraufhin zurück zum SC Pfullendorf in die Regionalliga. Parallel arbeitete er in seinem erlernten Beruf als Versicherungskaufmann. Nachdem er seine Fußballerlaufbahn bereits beendet hatte, kehrte er nach dem Abstieg des SC Pfullendorf in die Oberliga zu seinem Verein als Stürmer und Co-Trainer zurück. Nachdem Schnetzler zwei Jahre später mit dem SC Pfullendorf auch aus der Oberliga abgestiegen war, schloss er sich dem TSV Aach-Linz in der Bezirksliga an.